# Ферганская улица (Казань)
Ферганская улица ― улица в посёлке Юдино Кировского района Казани. Название от города Фергана, на момент присвоения наименования — областного центра в Узбекской ССР.

## География
Начинаясь недалеко от дома № 69 по Революционной улице, пересекает улицы Тепловозников, Лейтенанта Красикова, Яна Юдина и заканчивается пересечением с улицей Железнодорожников у территории лесопарка «Лебяжье».

## История
Улица возникла не позднее 1930-х гг. и на тот момент называлась улицей Горького. К концу 1930-х на улице находилось около 20 домовладений, в основном частных. В 1967 году, после вхождения Юдино в состав Казани в целях устранения дублирующихся названий улиц переименована (имя Горького уже имела одна из центральных улиц города).
В 1970-е и 1980-е годы на нечётной стороне улицы были построены многоквартирные дома, в основном предназначенные для сотрудников Казанского отделения ГЖД.

## Объекты
- №№ 3, 5 — жилые дома Казанского отделения ГЖД.[3]
- № 7 — в этом доме в 2000-е годы находилось ЖЭУ-16 ПТЖХ Кировского района.[5][6]